# Witold Skaruch
Witold Skaruch (n. 11 ianuarie 1930, Ciechanów, Mazovia, Polonia – d. 17 februarie 2010, Konstancin-Jeziorna, Mazovia, Polonia) a fost un actor de teatru, film și televiziune și regizor de teatru polonez.

## Biografie
S-a născut pe 11 ianuarie 1930 în orașul Ciechanów (astăzi în voievodatul Mazovia). În 1953 a absolvit cursurile secției de actorie a Școlii Naționale Superioare de Teatru din Varșovia, iar în 1964 cursurile secției de regie a aceleiași școli (obținând diploma în 1966).
A debutat ca actor la 21 noiembrie 1953 în rolul contelui Fantazy Dafnicki din piesa Fantazy de Juliusz Słowacki, pusă în scenă de regizoarea Maria Straszewska la Teatrul Polonez din Szczecin. A făcut parte din trupa Teatrelor Dramatice din Szczecin (1953–1955) și apoi ale unor teatre din Varșovia: Teatrul Casa Armatei Poloneze (1955–1957), Teatrul Dramatic (1957–1961, 1967–1984 și 1985–1992), Teatrul Popular Praga (1961–1965) și Teatrul Polonez (1965–1967). A interpretat roluri în numeroase spectacole reprezentate în cadrul Teatrului Radiofonic (din 1957) și al Teatrului de Televiziune (din 1958). A apărut în multe filme și seriale de televiziune.
A regizat, de asemenea, mai multe spectacole teatrale, fiind angajat ca regizor la Teatrul de Varietăți din Wrocław (1965-1966) și la Teatrul Contemporan din Szczecin (1984-1985) și colaborând ocazional la Teatrul Silezian din Katowice și la Teatrul Osterwa din Lublin. În 1984 a îndeplinit pentru o scurtă perioadă funcția de director artistic al Teatrului Dramatic din Varșovia. În perioada 1992-1994 a fost asociat cu grupul de teatru independent Misterion, cu care a jucat în Bacantele lui Euripide la Festivalul Mihail Cehov de la Forest Row (comitatul East Sussex, Anglia) și pe scena Southwark Playhouse din Londra.
Witold Skaruch a fost căsătorit cu actrița Janina Traczykówna până la moartea lui. A decedat pe 17 februarie 2010 în orașul Konstancin-Jeziorna din voievodatul Mazovia, la vârsta de 80 de ani, și a fost înmormântat în secțiunea artiștilor a cimitirului parohial din suburbia Skolimów (Konstancin-Jeziorna).

## Filmografie (selecție)
- 3 starturi (1955)
- Pociąg (1959)
- Zezowate szczęście (1960)
- Jak być kochaną (1962)
- Întâlnire cu spionul (1964) – șeful serviciului de descifrare
- Cerul și iadul (1966)
- Pieczone gołąbki (1966)
- Pan Wołodyjowski (1969)
- Pogoń za Adamem (1970)
- Nu-mi place ziua de luni (1971)
- Hydrozagadka (film TV, 1971)
- Călătorie pentru un surâs (1972) − șoferul Fiatului (ep. 3)
- Wakacje (1976) − participant la tabăra medicilor
- Do krwi ostatniej (1979) − un comunist
- Misja (1980) – secretarul cardinalului
- Kariera Nikodema Dyzmy (serial TV, 1980) – Litwinek, șeful de cabinet al președintelui
- Najdłuższa wojna nowoczesnej Europy (1981) – contele Wilamotz
- Widziadło (1983)
- Alternatywy 4 (serial TV, 1983)
- Tributul zilelor cenușii (1984)
- Kobieta w kapeluszu (1984)
- Mistrz i Małgorzata (1988)
- Pogranicze w ogniu (serial TV, 1988–1991) − Bertrand
- Paziowie (1989) – Florian, secretarul regelui
- Odbicia (1989) – jurnalistul din redacție (ep. 6)
- Dwa księżyce (1993)
- Nic śmiesznego (1995)
- Ajlawju (1999)
- Oficer (2004) − contele Artur Koniecpolski (ep. 7)
- Parę osób, mały czas (2005)
- Wszyscy jesteśmy Chrystusami (2006)
- Siostry (2009) − Józef (ep. 12)
- Ostatnia akcja (2009)

## Distincții

### Decorații
- Crucea de Merit de aur (1986)[5][6]
- Insigna „Pentru servicii aduse Varșoviei” (1970)

### Premii
- Premiul pentru cel mai bun actor la ediția a XVIII-a a Festivalului Național al Teatrelor Mici (OPTMF) de la Szczecin pentru rolul domnului Smith din piesa Cântăreața cheală de Eugen Ionescu la Teatrul Scena Prezentacje din Varșovia (1983)[7]
- Nominalizare la premiul „Rața de aur” (Złota Kaczka) pentru cel mai bun rol masculin din sezonul 2008/2009 pentru filmul Ostatnia akcja (2009)[8]